# Last Train Home EP
Last Train Home EP è un extended play del cantautore statunitense Ryan Star Pubblicato nel 2009, include il brano Last Train Home, utilizzato come colonna sonora per il film P.S. I Love You, il brano Brand New Day, usato come sigla musicale della serie televisiva Lie to Me e la canzone This Could Be the Year utilizzato come "inno" del WWE Survivor Series 2008.

## Tracce
1. Last Train Home (4:14)
2. Brand New Day (3:13)
3. Right Now (3:38)
4. This Could Be the Year (3:18)
5. Last Train Home (video)
6. Right Now (video)